# Bloc basculé

Marge passive. 1 : croûte continentale ; 2 : croûte océanique ; 3 : sédimentation ; 4 : manteau supérieur ; 5 : océan ; 6 : blocs basculés ; 7 : failles listriques.

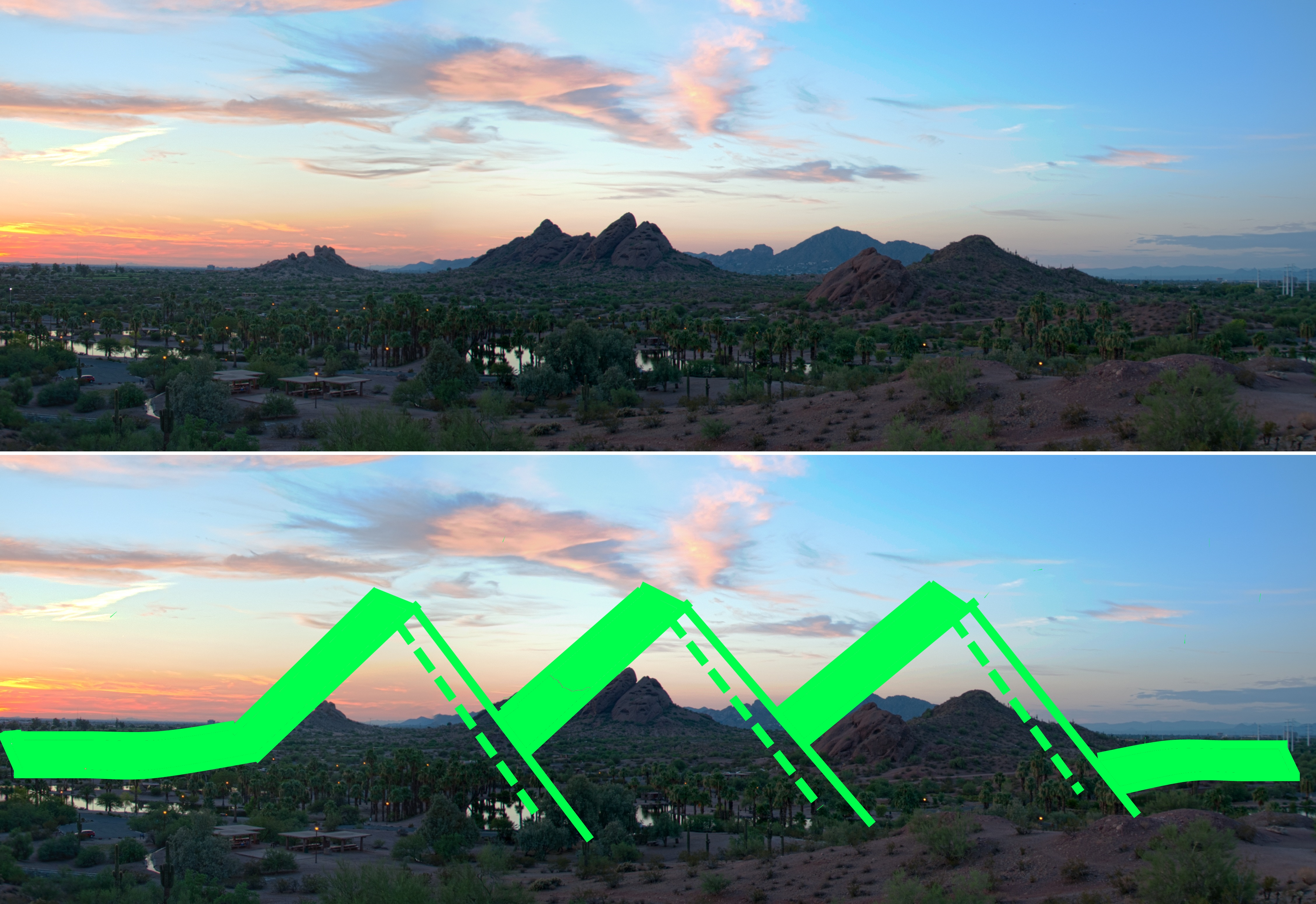
Les blocs affaissés peuvent être érodés, enfouis sous les eaux ou sous les sédiments, ou, comme sur cette photo, visibles dans le paysage.

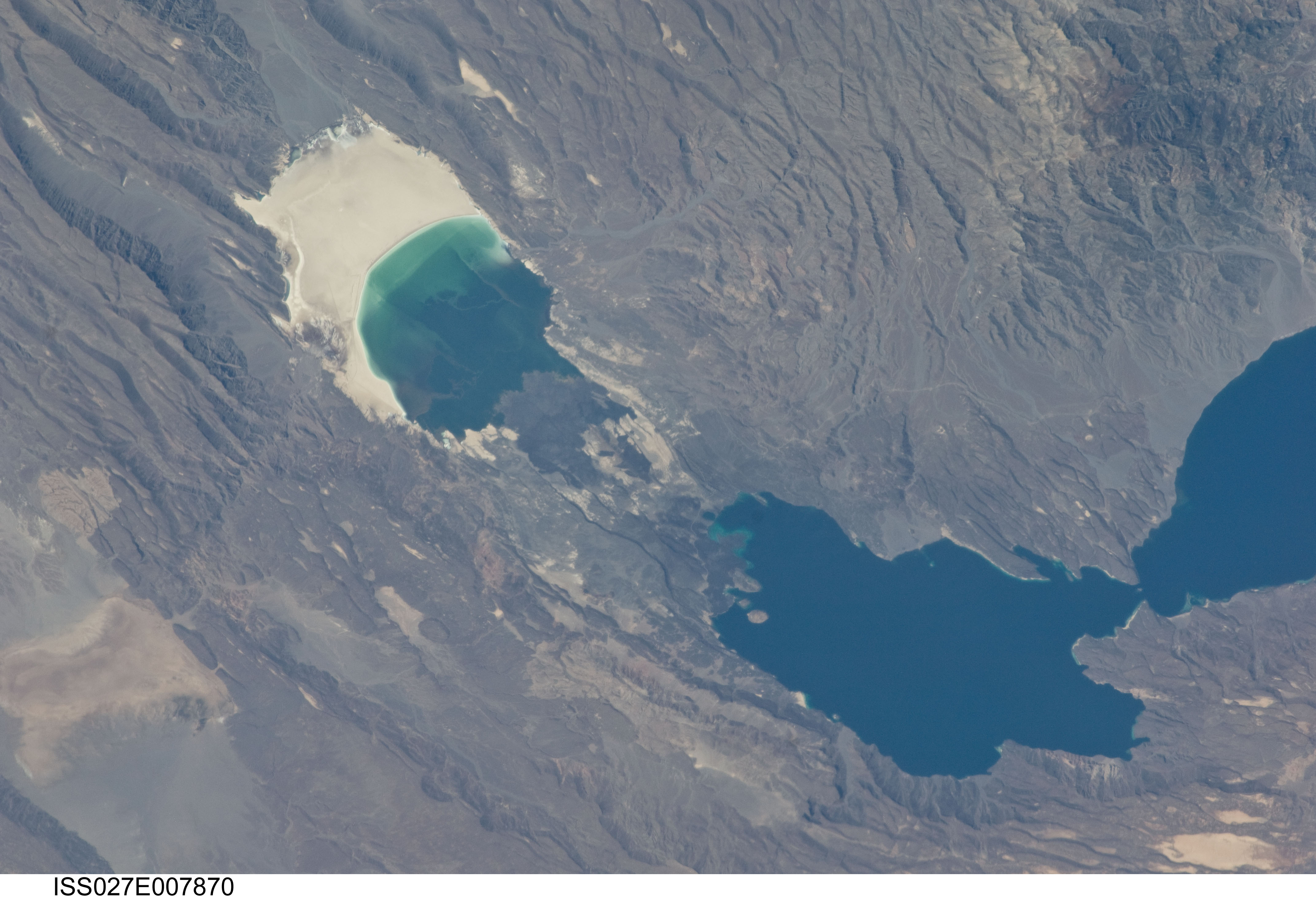
Vue satellite du lac Assal : les failles bordières du rift sont matérialisées par des dépôts sédimentaires en éventail contemporains du jeu de la faille syn-rift.

En géologie, on appelle bloc basculé le bloc de croûte continentale situé entre deux failles normales listriques, dans un rift puis une marge passive. La géométrie courbe de la faille (pendage diminuant avec la profondeur) provoque le basculement du bloc et une sédimentation en éventail (sédiments synrift). La pente du milieu de dépôt augmentant avec le temps, on observe dans ces sédiments syn-rift la présence de nombreux slumps.
Le graben des rifts étroits est dominé par des « murs » (pente de 10 à 45°) qui matérialisent les blocs crustaux découpés en « marches d'escalier » ou « touches de piano » par le jeu des failles bordières.